# Ngô Ban
Ngô Ban (chữ Hán: 吴班, ? - ?), tên tự là Nguyên Hùng, người quận Trần Lưu, Duyện Châu , là tướng lĩnh nhà Thục Hán thời Tam Quốc trong lịch sử Trung Quốc.

## Thân thế
Sử cũ ghi chép về Ngô Ban rất ít ỏi.
Cha ông là Ngô Khuông, vốn là quan thuộc của Đại tướng quân Hà Tiến thời Hán Linh Đế. Anh họ ông là Ngô Ý cũng làm tướng Thục Hán. Ngô Ban có tiếng là hào hiệp, quan vị thường kém Ý một bậc. Ban đi theo Lưu Bị, được làm Lĩnh quân.

## Sự nghiệp
Năm 221, Hán Chiêu Liệt đế Lưu Bị đem quân đánh Ngô, sai Ngô Ban cùng Phùng Tập đánh quân Ngô của do Lục Tốn, Lý Dị, Lưu A chỉ huy ở huyện Vu, rồi tiến đến Tỷ Quy.
Đầu năm sau (222), ông cùng Trần Thức đưa thủy quân đồn trú Di Lăng, cặp vào bờ tây Giang Đông.
Sau đó Ngô Ban nhận lệnh lập doanh trại trên đồng bằng, khiêu chiến quân Ngô, nhưng chủ tướng Ngô là Lục Tốn không trúng kế. Khi quân Thục đại bại ở trận Di Lăng, Ngô Ban trong số ít các tướng thoát chết trở về.
Những năm sau đó, Ngô Ban được làm Hậu tướng quân, phong An Nhạc đình hầu. Năm 231 thời Lưu Thiện, Ngô Ban cùng các đại thần kiến nghị bãi truất Lý Nghiêm.
Ngô Ban làm đến Phiêu kỵ tướng quân, giả tiết, được phong Miên Trúc hầu.